# Xylobanellus erythropterus
Xylobanellus erythropterus är en skalbaggsart som först beskrevs av Baudi 1871.  Xylobanellus erythropterus ingår i släktet Xylobanellus, och familjen rödvingebaggar. Arten har ej påträffats i Sverige.

## Bildgalleri

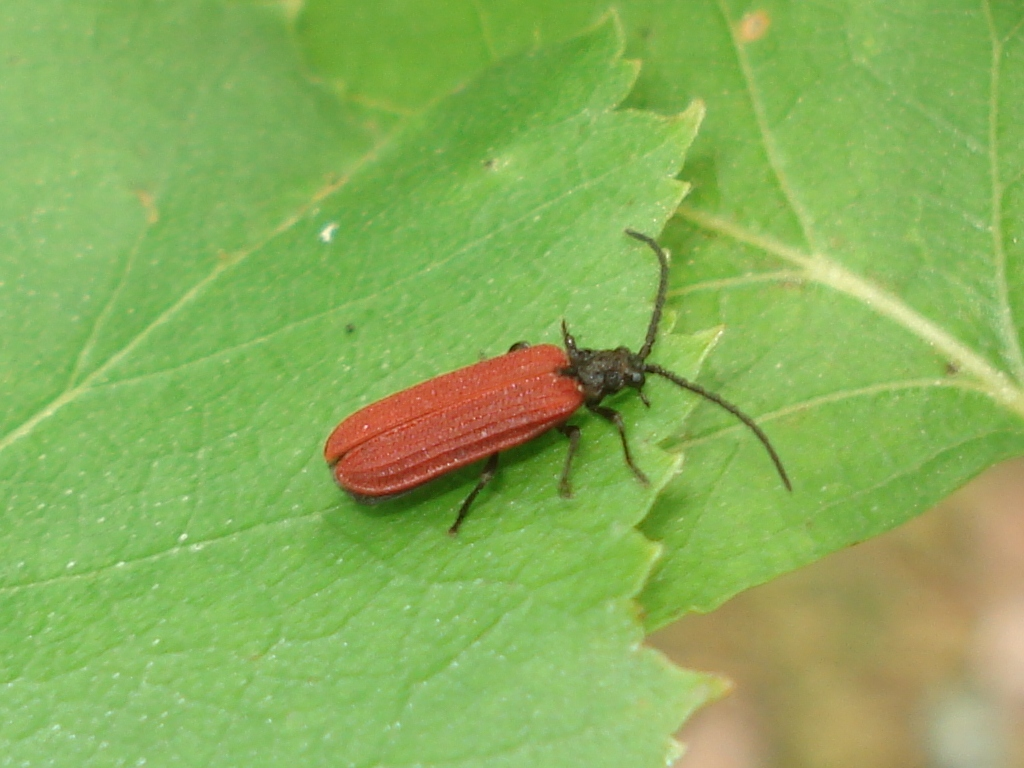